# TNT HD
Le terme TNT HD désigne la télédiffusion numérique terrestre véhiculant la vidéo à haute définition. Ce mode de télévision numérique terrestre exploite la norme DVB-T associée au format vidéo MPEG-4. La TNT HD peut véhiculer des chaînes sans abonnement ou des chaînes à péage. Cette dénomination est également exploitée sous la forme d'un label, sigle, étiquette ou logotype commercial pour distinguer les appareils grand public intégrant les circuits et logiciels permettant de capter et de restituer à l'écran, les signaux TV HD diffusés en TNT.
En France, il a été lancé le 4 février 2008 par le Syndicat des industriels de matériels audiovisuels électroniques pour informer au niveau national les consommateurs.

## Sigles contradictoires et confusion
Une série de sigles commerciaux ont été exploités depuis 2005, période de lancement de la TNT. Les mentions ou « labels » HDTV (TVHD), HD Ready (littéralement « prêt pour la haute définition »), Full HD (« haute définition totale » ou « pleine résolution ») et HD TV 1080p (à résolution 1 080 lignes au mode progressif) se sont multipliés sur les téléviseurs, vidéoprojecteurs, DVDscopes et autres récepteurs ou adaptateurs TNT.
Entre 2004 et fin 2008, une grande confusion a été entretenue par la distribution et les marques d'électronique afin de ne pas freiner leurs ventes avant le lancement effectif de la TNT HD (gratuite). Ainsi, la plupart des téléviseurs ou écrans même haut de gamme TVHD « Full HD » commercialisés avant l'automne 2008, ne disposent pas des circuits de réception adaptés à la TNT HD.

## Compatibilité
Seuls les téléviseurs, adaptateurs TNT, récepteurs ou DVDscopes équipés de circuits de réception TNT compatibles MPEG-4 permettent de restituer les signaux TNT HD. Toutefois, certains appareils dotés d'une interface commune (port PC-Card / PCMCIA) permettent l'évolution. Il est alors nécessaire d'y introduire une cartouche d'extension TNT HD en MPEG-4 (optionnelle).
La seconde solution consiste à s'équiper d'un adaptateur TNT intégrant obligatoirement les circuits TNT HD.
Pour accéder à l'offre payante TNT HD, il convient de s'équiper (achat ou location) d'un adaptateur TNT HD doté d'un système de contrôle d'accès associé à une carte d'abonnement à introduire dans l'appareil.

## En France
Fin 2015, la TNT française proposait en HD une offre incluant dix chaînes gratuites : TF1 HD, France 2 HD, M6 HD, Arte HD, HD1, L'Équipe 21, 6ter, Numéro 23, RMC Découverte et Chérie 25 ; ainsi que la chaîne à péage Canal+, pour laquelle seules les plages cryptées étaient en qualité HD.
Le 5 avril 2016 et à l'occasion de la généralisation de la norme de codage MPEG-4 sur la TNT, la quasi-totalité des chaînes nationales passent en HD (hormis LCI et Paris Première qui restent en SD). 
La diffusion des chaînes nationales se fait désormais sur six multiplex, et se répartit actuellement de la manière suivante :
- R1 : France 2, France 4 et France Info (1920x1080i - Dolby Digital Plus) / France 3 (1920x1080i - MPG) ;
- R2 : BFM TV, CStar, Gulli et CNews (1920x1080i - Dolby Digital Plus) ;
- R3 : LCI et Paris Première (720x576i - Dolby Digital Plus) / Canal+ Cinéma(s), Canal+ Sport, Planète+ et Canal+ (1920x1080i - Dolby Digital Plus) ;
- R4 : Arte, France 5, 6ter, M6 et W9 (1920x1080i - Dolby Digital Plus) ;
- R6 : TF1, TMC, TFX et LCP (1920x1080i - Dolby Digital Plus) ;
- R7 : TF1 Séries Films, Chérie 25, L'Équipe, RMC Story et RMC Découverte (1920x1080i - Dolby Digital Plus).

5 chaînes par multiplex se partagent dynamiquement 25 Mbit/s environ de bande passante et diffusent l'audio sur 2 à 4 pistes stéréo à 128 kb/s ou Dolby 5.1 à 192 kb/s.

### Historique
Maintes fois retardé, son lancement s'est fait le 30 octobre 2008 au format 1080i dégradé à 1440 x 1080 entrelacé à 50 hertz, pour pallier l'absence, à cette date, d'encodeurs 1080i temps réel. Les chaînes en haute définition doivent diffuser au minimum 25 % des programmes entre 16 h et 23 h en haute définition native (la capture des programmes — notamment des fictions TV — pourra continuer à être faite sur support film). En septembre 2008, TF1 annonce qu'il soutient ce minimum pour le lancement en novembre 2008. Le CSA impose également que ce pourcentage augmente pour être à un minimum de 30 % en 2009.
L'offre de chaînes s'est ensuite étendue, notamment avec la libération des fréquences analogiques (qui s'est achevée en France fin 2011).
Les trois chaînes disponibles via le multiplex R5 (TF1 HD, France 2 HD, M6 HD) ainsi que Arte HD sont diffusées au format 1920 x 1080i à 50 hertz depuis le 23 juin 2011, l'évolution du matériel de compression le permettant. Elles continuent en parallèle à être diffusées en basse définition.
Dans le cadre de l'appel à candidature pour les six nouvelles chaînes de la TNT passé par le CSA en octobre 2011, les caractéristiques techniques et de programmation ont été amendées. La part des programmes diffusés en haute définition native entre 16 h et minuit est alors fixée à 80 %, hors rediffusions, archives et œuvres de patrimoine.
À la suite de cet appel à candidatures, six nouvelles chaînes ont été sélectionnées : HD1, L'Équipe 21, 6ter, Numéro 23, RMC Découverte et Chérie 25. Elles ont commencé leur diffusion en HD le 12 décembre 2012.
Tous les téléviseurs de plus de 66 cm de diagonale sont, depuis le 1er décembre 2009, équipés d'un tuner TNT HD compatible MPEG-4.
Toutes les chaînes de la TNT sont passées en MPEG-4 dans la nuit du 4 au 5 avril 2016.
Ce passage au format HD a pour objectif de permettre le changement d'utilisation de la bande de fréquences 700 MHz (second dividende numérique) qui était jusque-là attribuée à la télévision ; ces fréquences sont d'ores et déjà vendues depuis la fin de 2015, — par un mécanisme de licences — aux opérateurs de téléphonie mobile : Orange, Bouygues Telecom, SFR et Free mobile.
Une campagne nationale de communication a été lancée par l'Agence nationale des fréquences fin novembre 2015 en ayant pour objectif d'informer les Français sur le passage à la TNT HD, par l'intermédiaire d'un site web dédié : www.recevoirlatnt.fr.
La grande majorité des téléviseurs français est déjà prête pour la TNT HD, mais un peu moins de cinq millions de téléviseurs doivent être adaptés au format MPEG-4 (chiffre de décembre 2015).
Les 18 chaînes encore en basse définition qui sont passées en HD le 5 avril 2016 sont : France 3, les plages en clair de Canal+, France 5, D8, W9, TMC, NT1, NRJ 12, LCP, France 4, BFM TV, I-Télé, D17, Gulli, France Ô, Canal+ Sport, Canal+ Cinéma et Planète+. Cependant, le lancement de France Info le 1er septembre qui suit contraint France Ô à repasser en SD.
L'arrêt de France Ô fin août 2020 permet à France Info de passer en HD le 2 septembre qui suit.
Le lancement de la chaîne éphémère Culturebox en février 2021 contraint France 4 et France Info à repasser temporairement en SD.
L'arrêt de C8 et NRJ 12 fin février 2025 permet d'être remplacé par T18 et Novo 19 et de passer sur le canal 18 (6 juin 2025) et sur le canal 19 (1er septembre 2025) qui suit.
L'État a mis en place plusieurs aides :
- une aide financière, sous conditions[8] ;
- une aide à l'installation : pour les foyers composés de personnes ayant toutes plus de 70 ans ou ayant un handicap supérieur à 80 %, recevant la télé exclusivement par l’antenne râteau. Cette assistance permet une intervention gratuite à domicile par des facteurs. Ils raccorderont l’équipement TNT HD préalablement acquis par le téléspectateur[10].